# 黄喉吸蜜鸟
黄喉吸蜜鸟（学名：Lichenostomus flavicollis）是吸蜜鸟科中的一种鸟。这种鸟的行为和外表与白耳岩吸蜜鸟类似，是澳大利亚塔斯马尼亚州特有种。这种鸟以前曾被视为果园害虫。

## 分类
1817年，黄喉吸蜜鸟最初由法国鸟类学者路易·皮埃尔·维埃约描述， 维埃洛特最初把黄喉吸蜜鸟归为抚蜜鸟属。这种鸟的种加词来自拉丁语单词 flavus（“黄”）和collis（“颈”）。本地语名字为Green Cherry-picker、 Green Dick 或Green Linnet。

## 描述
黄喉吸蜜鸟是一种大小中等和长尾的吸蜜鸟，典型体重为 31 克，平均长度21厘米。 这种鸟的羽毛，上部是明亮的草绿色，冠和面部是银灰色，下巴和喉为明黄色，与腹下颜色差别很大。耳朵部位是一小片黄色，鸟翼轮廓为黄色。鸟喙是黑色的，眼睛是深红宝石色。雌鸟比雄鸟体型小。小鸟与成鸟体型类似，但颜色更暗淡。 

## 分布与栖息地
黄喉吸蜜鸟在塔斯马尼亚州金岛和弗诺群岛上非常常见和广泛分布。黄喉吸蜜鸟不属于受威胁物种。
黄喉吸蜜鸟的天然栖息地为温带森林、疏林和沿海丛林与荒地。湿润和干旱 硬叶林都是黄喉吸蜜鸟喜欢的栖息地，其他栖息地包括桉树林、温带雨林、灌丛、沿海石南灌丛。 在高尔夫球场、果园、公园和花园也可以发现黄喉吸蜜鸟。

## 行为
黄喉吸蜜鸟有领地意识，对侵入领地的其他吸蜜鸟、斑啄果鸟、金啸鹟和灰鵙鸫有敌意，会 把侵入领地的这些种类的鸟逐出。

### 觅食
黄喉吸蜜鸟主要以节肢动物为食， 也采食花蜜， 偶尔采食水果和种子。 黄喉吸蜜鸟独自或成对地从树干、树枝、树皮和地面上上下下飞行寻食，偶尔外出飞行觅食。极其偶然情况下，会在花丛中捉昆虫吃和采饮花蜜。 

### 繁殖

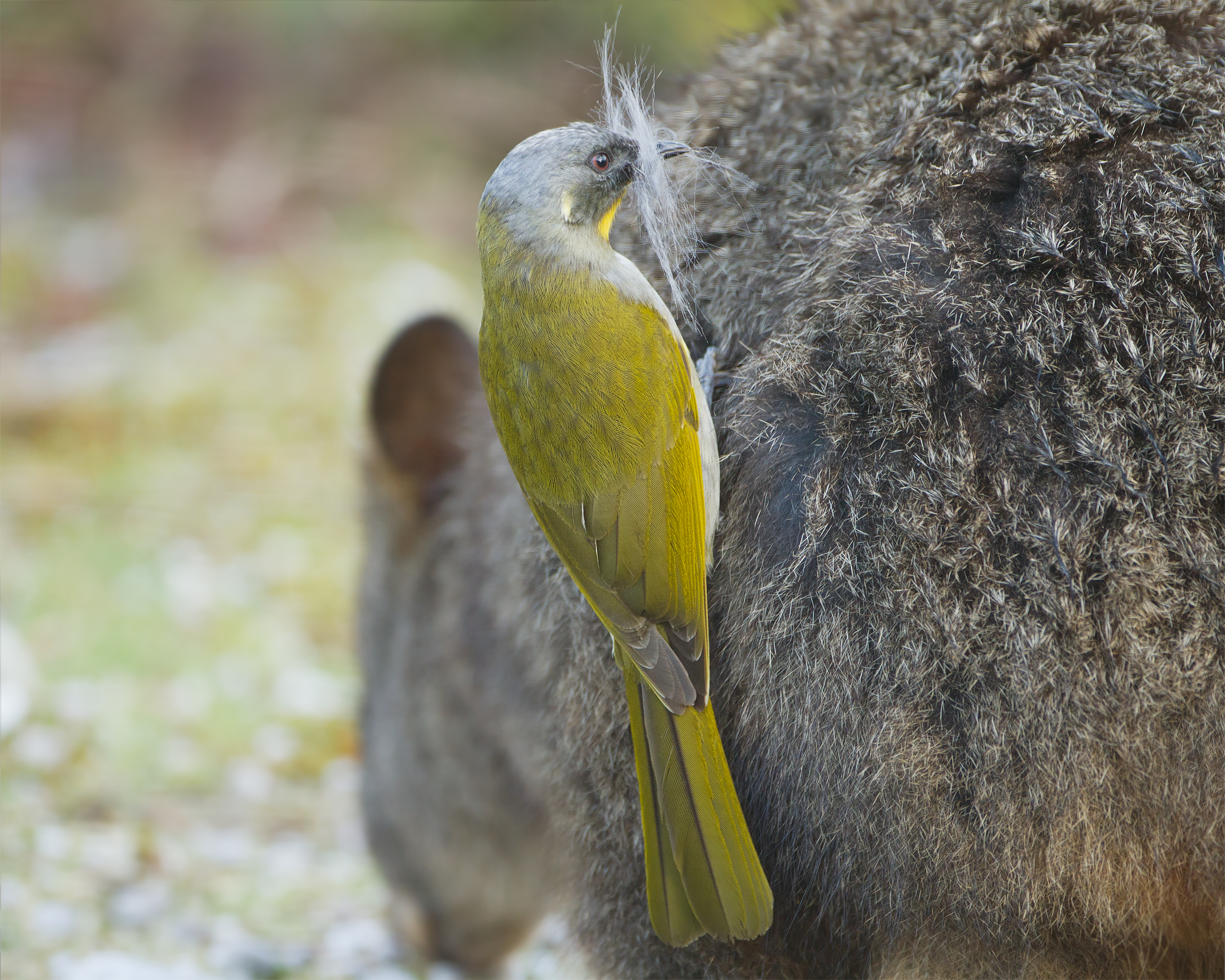
黄喉吸蜜鸟从活的塔斯玛尼亚沙袋鼠叼毛做巢。

生育期为8月到1月。在生育期，雌鸟进入到雄鸟领地。 鸟巢常位于距地面1米高的低灌木或草丛上，偶尔也会在距离地面10米高的树上。雌鸟负责筑巢，鸟巢材料为草、树皮片、树叶和蜘蛛网，内部衬以羊齿蕨纤维和动物皮毛。 黄喉吸蜜鸟特别之处是从活的动物身上获取筑巢的毛，包括马、狗和人。雌鸟独自孵蛋和喂养幼鸟。 典型情况下，雌鸟一次孵两三只卵， 卵为粉红色， 孵化期约为16天。 幼鸟孵化出来约三周后，雄鸟会将幼鸟和雌鸟赶走。黄喉吸蜜鸟为扇尾杜鹃和淡色杜鹃等巢寄生鸟的宿主 。

### 鸣叫
黄喉吸蜜鸟有多种叫声，包括生育期的一种叫声，用于求偶和宣告领地，各个地方的黄喉吸蜜鸟的这种叫声有所不同，叫声大致包括呼呼地chur-uk, chur-uk 和一大声 de-wit。
另外一种常听到的叫声是反复地 tonk, tonk, tonk or tchook, tchook。